# Martin Truchsess von Wetzhausen

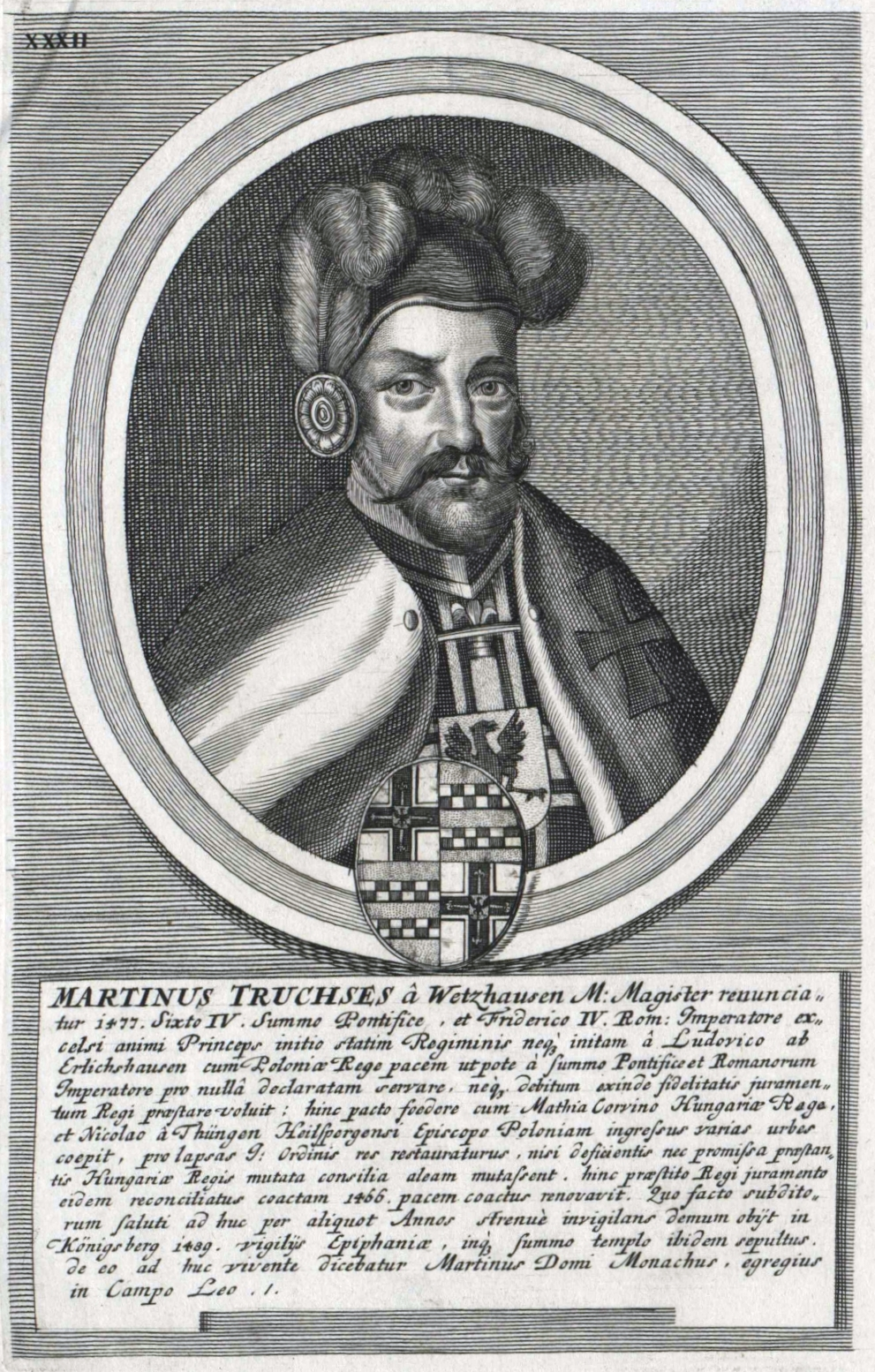
Martin Truchsess von Wetzhausen

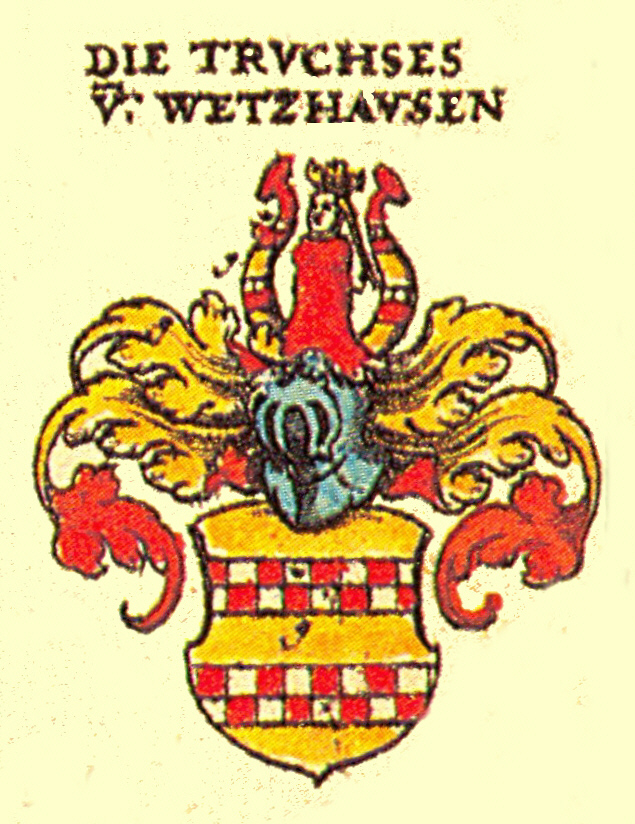
Wappen der Familie Truchseß von Wetzhausen

Hochmeisterwappen Martins Truchsess von Wetzhausen

Martin Truchsess von Wetzhausen zu Dachsbach (* um 1435; † 5. Januar 1489 in Königsberg) war der 34. Hochmeister des Deutschen Ordens.

## Herkunft und Familie
Er entstammte der Dachsbacher Linie des fränkischen Uradelsgeschlechtes der Truchseß von Wetzhausen und war laut Genealogie von Johann Gottfried Biedermann der Sohn von Lorenz Truchseß zu Wetzhausen und seiner Gattin Gertraud geborene von Lauffenholz. Seine Neffen waren der Speyerer Domdekan und Humanist Thomas Truchseß von Wetzhausen († 1523) und sein Bruder Georg Truchseß von Wetzhausen († 1552), letzter Abt des Klosters Auhausen. Zwei weitere Neffen traten ebenfalls in den Deutschen Orden ein, nämlich Georg Truchseß von Wetzhausen (Großkomtur in Preußen) und Jobst Truchseß von Wetzhausen († 1524, Landkomtur von Österreich). Deren Bruder Erhard Truchseß von Wetzhausen († 1519) amtierte als Domdekan in Eichstätt.

## Leben
Martin Truchseß von Wetzhausen trat dem Deutschen Orden bei
, wurde 1461 als Vogt von Stuhm erwähnt und war seit 1462 zudem unterer Kompan des Hochmeisters Ludwig von Erlichshausen.
Seit 1467 Komtur in Osterode, erfolgte am 4. August 1477 seine Wahl zum Hochmeister des Deutschen Ordens. Er trat ein schweres Erbe an, denn der Zweite Frieden von Thorn hatte 1466 den Verlust der Eigenständigkeit des Ordens zur Folge gehabt und etwa die Hälfte des einstigen Ordensgebiets war als Preußen Königlichen Anteils an das Königreich Polen gefallen, dem sich der Preußische Bund schon vorher unterstellt hatte. Die politische Bedeutung des Ordens war infolgedessen stark gesunken, der Hochmeister faktisch ein Vasall des polnischen Königs geworden. 
Von Wetzhausen versuchte, die Lage des Deutschen Ordens gegenüber dem Thorner Friedensvertrag zu verbessern. So ging er ein Schutzbündnis mit dem ermländischen Fürstbischof Nikolaus von Tüngen und dem ungarischen König Matthias Corvinus ein. In Letzterem fand er einen gleich gesinnten Verbündeten gegen den polnischen König Kasimir IV., der mit ihm um die böhmische Königskrone stritt. Sofort nach seiner Wahl zum Hochmeister hatte von Wetzhausen Vorbereitungen für einen Krieg gegen Polen getroffen, doch fand er in den Ständen des königlich polnischen Preußen keinen Verbündeten für seine Pläne. 
„Ehe er welde dem Konige von Polen schweren, er welde ehe in seinem Blutte vortrincken“ (ehe er dem König von Polen den Eid leisten wolle, wollte er eher in seinem eigenen Blut ertrinken), hatte der Hochmeister einst gesagt und dem polnischen König den obligatorischen Treueeid verweigert. Kasimir IV. versuchte deshalb, seinen widerspenstigen Lehnsmann mit militärischen Mitteln zur Raison zu rufen und rückte mit Truppen im Ordensland ein. Bei einem ersten Schlichtungstermin zogen sich die Verhandlungen aber mehrere Wochen erfolglos hin. Erst als sein Verbündeter, Matthias Corvinus mit dem deutschen Kaiser und dem böhmischen König Vladislav II., einem Sohn Kasimirs IV., Frieden geschlossen hatte, ließ sich Martin Truchsess von Wetzhausen auf ernsthafte Verhandlungen mit der polnischen Krone ein. 
Als deren Ergebnis leistete er am 9. Oktober 1479 dem polnischen König in Nowe Miasto Korczyn (Neustadt-Korczyn) in Kleinpolen (heute im Powiat Buski) den Huldigungseid. Dies sei, so Johannes Voigt in seiner Geschichte des Deutschen Ritter-Ordens in seinen zwölf Balleien in Deutschland (siehe Literatur) „der schwerste Tag, den Martin Truchsess in seinem Leben zählte“, gewesen. Die Chronik rühmt ihn als einen ernsten, klugen und hochsinnigen Mann, dazu auch kühn und mutig, der den Stürmen der Zeit in aller Weise gewachsen war.
Nach seiner Niederlage widmete sich der Hochmeister nur noch der Minderung der Schuldenlast und Hebung der Ordensdisziplin. Trotzdem konnte er den weiteren Verfall des Ordens nicht aufhalten. Innenpolitische Reformen waren nicht durchsetzbar, da sich die Ordenszweige in Deutschland und Livland dagegen verweigerten.
Seit dem Sommer 1488 war Martin Truchsess durch eine fortwährende Krankheit stark geschwächt. Im Herbst und Winter verschlimmerte sich sein Zustand, so dass der berühmte Arzt Sebaldus Erckel aus Elbing gerufen wurde. Doch auch er konnte nicht helfen, und Martin Truchsess erlag seinen Leiden am Weihnachtsfest. Im Königsberger Dom fand er bei seinen Vorgängern die letzte Ruhestätte.
Von 1938 bis 1945 war das 1484 unter seiner Regierung gegründete ostpreußische Dorf Napierken (Kreis Neidenburg) nach ihm in „Wetzhausen“ umbenannt.